# Ioan-Cristian Chirteș
Ioan-Cristian Chirteș (n. 9 februarie 1972, Ibănești, Mureș, România) este un politician român, ales deputat în 2012 și senator în 2016, de fiecare dată în județul Mureș. În legislatura 2012-2016, Ioan-Cristian Chirteș a fost membru în grupurile parlamentare de prietenie cu Islanda, Republica Africa de Sud, Canada și Republica Italiană. În legislatura 2016-2020, Ioan-Cristian Chirteș a fost membru în grupurile parlamentare de prietenie cu Republica Belarus, Republica Armenia, Republica Estonia și Republica Macedonia.  